# Maggi goreng

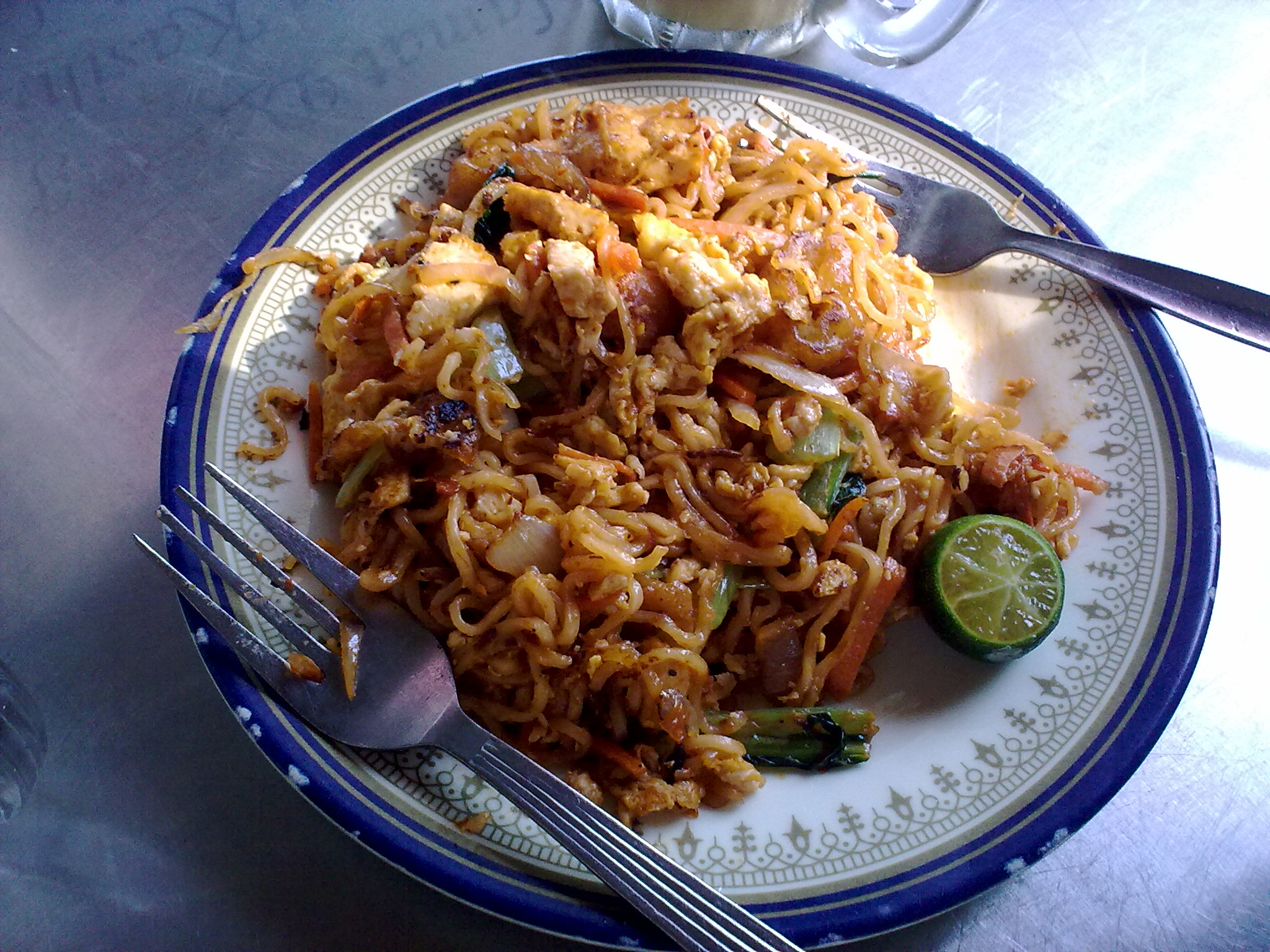
Maggi goreng.

El Maggi goreng es un plato que suele servirse en los establecimientos Mamak en Indonesia y Malasia. Se trata de una forma de cocinar fideos instantáneos, similar a como se comercializan por la casa Maggi, que es muy popular en Malasia. Es un alimento muy común en los puestos callejeros Mamak en Malasia. El "Maggi goreng" es una palabra derivada de los fideos fritos indios denominados Mee goreng.

## Características
La forma tradicional de cocinar estos fideos es cocerlos en agua caliente y añadir saborizantes. La forma tradicional es cocinarlos con un caldo de carne enriquecido. Sin embargo, los Maggi goreng se cocinan al estilo stir-frying junto con diversas verduras y huevo duro picado. Algunos ingredientes son el tofu, el sambal, la salsa de soja oscura, y a veces se añade la carne. Algunas rodajas de lima para decorar y aportar unsabor ácido. No existe una forma estándar de cocinar, ya que se le incluyen diferentes ingredientes. Se suele comer con té de limón helado y mata kerbau (las marcas de "bull's-eye egg", o sunny-side-up).